# Greta, la donna bestia
Greta, la donna bestia (Haus ohne Männer) è un film sexploitation del 1976 diretto da Jesús Franco, noto anche con il titolo della versione in lingua inglese Ilsa the Wicked Warden.
Girato per sfruttare il successo che la giunonica Dyanne Thorne aveva ottenuto nei panni della crudele Ilsa (Ilsa, la belva delle SS e Ilsa, la belva del deserto, cui seguirà La tigre del sesso), Greta, Haus ohne Männer è in realtà un tipico Women in prison collegato solo alla lontana ai tre film della serie Ilsa. Anche il nome del personaggio è diverso e la decisione di distribuire il film in alcune nazioni con il nome Ilsa nel titolo si deve a ragioni puramente commerciali.
Ambientato nell'America Latina, in una clinica per donne con disturbi sessuali diretto da una donna spietata e sanguinaria, è considerato tra i film più violenti diretti da Franco e come tale si è guadagnato una discreta fama. Gli effetti splatter sono concentrati soprattutto nella seconda parte del film, in uno stupro a cui le guardie sottopongono un gruppo di prigioniere e nella scena finale di cannibalismo, realizzata per altro in modo stravagante e surreale, montando dettagli di corpo umano con le immagini del pasto di alcune belve.
Al di là del gusto delle inquadrature, l'unico elemento che reca l'impronta tipica del regista spagnolo, in un film che segue per il resto tutte le regole dell'exploitation, è nella struttura metacinematografica del racconto. Tanto le scene erotiche quanto quelle sadiche sono infatti filmate in super8, all'interno dell'istituto, per essere rivendute ad un cliente alla ricerca di emozioni sempre più forti; non dissimile dallo spettatore-tipo del genere splatter.

## Edizioni in DVD
Tra le varie edizioni spicca quella pubblicata nel 2002 dalla VIP Entertainment, la casa editrice del produttore Erwin Dietrich, a partire dal negativo originale.

## Titoli alternativi
- Greta, la tortionnaire (Belgio) / Greta the Torturer (USA/Gran Bretagna)
- Ilsa, ultimes perversions (Francia - Video) / Ilsa, Ultimate Perversions (USA/Gran Bretagna)
- Le Pénitencier des femmes perverses (Francia)
- Greta the Mad Butcher (USA/Gran Bretagna)
- Wanda the Wicked Warden (USA/Gran Bretagna)
- Ilsa, Ultimate Power (USA/Gran Bretagna)
- Greta, Huis Zonder Mannen (Paesi Bassi)
- Greta, la donna bestia (Italia)